# U-34号潜艇 (1936年)
U-34号（德語：U 34）是纳粹德国战争海军建造的十艘VII-A型近岸潜艇（或称U艇）之一。它由基尔的日耳曼尼亚船厂承建，于1936年7月17日下水，至同年9月12日交付使用。第二次世界大战期间，该艇曾执行过七次巡逻作战，共击沉和全损22艘、俘获2艘同盟国或中立国舰船，累积总吨位为99,311吨。1943年8月5日，U-34号在梅默尔附近的波罗的海与己方潜艇母舰莱希号发生碰撞后沉没，造成4人罹难，39人幸存。

## 设计
VII级潜艇是基于德国早期的潜艇发展而来，其设计可追溯到第一次世界大战的UB-III型，特别是被取消的UG级方案，再结合造舰工程局为芬兰设计的水妖级加以改进。VII级是单壳体结构，压载水舱以马鞍形安装在艇体上半部的两边舷侧是其最大的特征。由于编入舰队后的使用成绩较好，一边不断进行改进一边持续批量生产，结果成为了纳粹德国潜艇舰队的主力。
U-34号是VII级的第一个衍生型号VII-A型之一。其全长64.51米、舷宽5.85米、高9.5米，并有4.37米的吃水深度，水上和水下排水量分别为626吨和745吨。VII-A型艇采用两台猛狮生产的M6V 40/46型六缸四冲程1,155匹公制馬力（850千瓦特）柴油机用于水面运行，以及两台布朗-博韦里提供的GG UB 720/8型375匹公制馬力（280千瓦特）双作用电动发电机用于水下航行；水面最高航速17節（31每小時），水下8節（15每小時）；能够在水面以10節（19每小時）航速续航6,200海里（11,500），或以4節（7.4每小時）连续在水下航行94海里（174）而无需充电。尽管起居舱室非常狭窄，但由于其快捷的紧急下潜速度，VIIA型艇普遍受到船员们的欢迎，并被视为比更大、更迟钝的艇型更能保护他们免受敌人的攻击。
武器装备方面，U-34号较前型II级潜艇的装备更重，有四具艇艏内置和一具艇艉外置鱼雷发射管，可携带11枚G7型鱼雷或最多22枚TMA型水雷（TMB型则为33枚）。此外，该艇还搭载有一门配备220发弹药的88毫米35式速射炮以及一门配备1,195发弹药20毫米30式高射炮作为甲板炮。其标准船员编制为4名军官及40－44名水兵。

## 历史

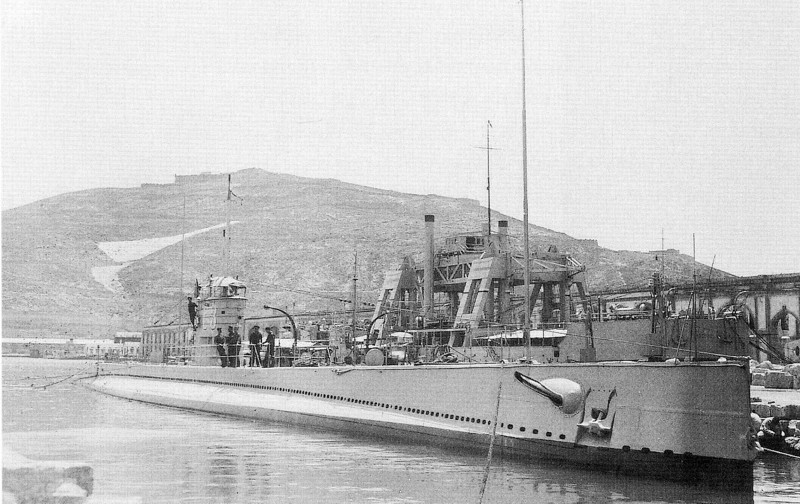
西班牙潜艇C-3号潜艇 (1929年)是一战结束后第一艘被德国潜艇击沉的敌舰

1935年3月25日，海军造舰局不惜违反《凡尔赛条约》，正式将四艘VII-A型潜艇（U-33至U-36号）的建造合同发包予基尔的日耳曼尼亚船厂。其中U-34号于同年9月15日开始铺设龙骨，建造序列为557。经过十个月的建造，它于1936年7月17日下水，至同年9月12日在首度担任艇长的海军上尉恩斯特·佐贝的指挥下交付使用。完成海试后，该艇加入驻威廉港的“扎尔茨韦德尔”潜艇区舰队，先后担任作战艇和前线艇至1939年12月31日。西班牙内战期间，U-34号也曾于1936－1939年间四度被派往西班牙沿岸参与支援佛朗哥海军部队的“厄休拉行动”，并于1936年12月12日击沉了西班牙共和国海军潜艇C-3号，成为自一战结束以来第一艘击沉敌舰的德国潜艇。当U艇编制于1940年1月1日重组时，它又继续在驻威廉港的第2潜艇区舰队司职前线艇。同年底退出前线任务后，该艇从1940年10月1日到11月1日以训练艇身份成为驻诺伊施塔特的第21潜艇区舰队的一份子，继而换编至驻梅默尔的第24潜艇区舰队服役直至失事。
1943年8月5日21:55，正担任教学艇的U-34号在梅默尔河口附近的波罗的海（55°42′N 21°6′E / 55.700°N 21.100°E）与德国潜艇母舰莱希号意外发生碰撞沉没，造成4名船员罹难，39人幸存。它于1943年8月24日被打捞上岸并拖至梅默尔的林德瑙船厂，至9月8日在那里退役。该艇本应被拖回西部德国本土，但途中却在瓦尔讷明德附近的54°21′N 12°5′E / 54.350°N 12.083°E处再度沉没。战后，东德当局于1953年4月重新将其打捞上岸，并在施特拉尔松德的人民船厂拆解报废。
第二次世界大战期间，U-34号完成了七次巡逻，共计击沉21艘、全损1艘并缴获2艘同盟国或中立国舰船，累积总吨位为99,311吨。

### 作战巡逻
1939年8月19日，U-34号在王牌艇长、海军上尉威廉·罗尔曼的指挥下离开威廉港执行首次巡逻，前往北大西洋、英吉利海峡、比斯开湾和北海游弋。当英国对德宣战后，该艇便于9月7日12:50在主教岩西南用火炮截停了无护航的英国货轮普卡斯坦号（Pukkastan，5,809总吨）。当后者船员完成弃船疏散后，罗尔曼于13:31将其摧毁。两天后，无护航的英国油轮肯纳贝克号（Kennebec，5,548总吨）又在锡利群岛以南以西约70海里（130）处遭U-34号开火拦截。船员们乘搭救生艇弃船后，油轮于18:13遭遇致命一击，断成两截。9月24日14:30，爱沙尼亚货船哈诺尼亚号（Hanonia，1,781总吨）则是在挪威外海被罗尔曼拦截，并被押解至腓特烈奥特，因为船上的货物是要运往英国港口的。经过为期三十八天、全程约4,840海里（8,960）的航行后，U-34号于9月26日返抵威廉港。
U-34号的第二次巡逻于10月17日13:00从威廉港启程，在北大西洋和比斯开湾游弋。三天后的06:00，中立国瑞典籍货船古斯塔夫·阿道夫号（Gustaf Adolf，926总吨）在设得兰群岛的萨洛姆湾东北约50海里（93）处遭罗尔曼拦截。该船载有违禁品，当船员弃船后，于07:32分被炮火击沉。仅过了不到三小时，U-34号于10:58又在同一地区试图鸣炮截停无护航的英国货船海上冒险号（Sea Venture，2,327总吨），但对方还击并试图逃跑，因此罗尔曼对其继续实施炮击，直到11:23船员弃船。它于13:40遭遇致命一击而沉没。10月27日19:30，U-34号在兰兹角以西约180海里（330）处袭击了OB-25号护航船队，并用鱼雷击中5,317总吨的英国货轮勃朗特号（Bronte）。后者被拖走，但因损毁严重而延至10月30日遭英国皇家海军击沉。两天后的01:50，U-34号还是在同一地点向HX-5A号护航船队的两艘轮船和一艘驱逐舰发射了两枚鱼雷，并宣称取得两次命中。事实上，只有容积总吨为7,976吨的英国货轮马拉巴尔号（Malabar）被击中并沉没。10月30日，U-34号因发动机出现严重故障而被迫中断巡逻。返航途中，无护航且中立的挪威货船斯纳尔号（Snar，3,176总吨）于11月9日19:00在斯塔万格以西约80海里（150）处遭罗尔曼拦截，但恶劣的海况阻碍了登船检查，因此它被命令等待直至天气好转。次日中午，斯纳尔号接受查验，并因目的地是法国而作为战利品被扣押，由U-34号第一值更官率领的押解船员送往腓特烈奥特。经过为期二十四天、全程约4,100海里（7,600）的航行，该艇于11月12日返抵威廉港。此次任务结束后，它随即驶入造船厂接受检修直至1940年1月9日。
罗尔曼率领U-34号于1940年1月10日上午09:00分离开威廉港执行第三次巡逻。在校准方位并从黑尔戈兰岛接收鱼雷和水雷补给后，该艇前往北大西洋游弋，至2月6日返抵威廉港。1月19日夜间，它曾在英格兰南部的法尔茅斯湾、即编号为BF-2279 的海军网格内布设了八枚水雷，共导致1艘商船沉没。受害者是7,807总吨的英国油轮卡罗尼河号（Caroni River），它于一天后在进行防水雷器和防御性武器试验时触雷沉没。1月28日02:52，无护航的希腊货轮埃莱尼·斯塔萨托号（Eleni Stathatou，5,625总吨）则在锡利群岛以西约200海里（370）处被U-34号的一枚鱼雷击中舰桥附近。由于潜艇只剩下一枚鱼雷，他们便在附近等待那艘停下来的船只沉没，但对方一小时后又开动了。至04:21，罗尔曼射出最后一枚鱼雷，击中埃莱尼·斯塔萨托号前部并导致其缓缓下沉。
在第四次巡逻中，U-34号于3月11日下午14:20从威廉港出发，至当月30日中午12:00返回。在这次为期十九天、全程2,804海里（5,193）的北海和挪威海监测行动中，没有船舶被击沉或击伤。为了支援入侵挪威的“威悉演习行动”，U-34号的第五次巡逻于4月3日傍晚19:00从威廉港启程，前往特隆赫姆对开的挪威海游弋。它与U-30号共同组成第二潜艇集群，作战区域位于特隆赫姆、纳姆索斯和罗姆达尔峡湾。在此期间，挪威布雷舰弗蕾亚号于4月13日经过与德国军舰进行了几次战斗后受损，在索特维克附近以高速搁滩，并因受困峡湾而被其船员拆毁。为了阻止救援行动，罗尔曼于当日18:58发射鱼雷击中了布雷舰的船艉，使其彻底全损。4月18日，U-34号也曾向英国轻巡洋舰南安普敦号发射两枚鱼雷，但均未命中。经过为期二十七天、全程约3,950海里（7,320）的航行，U-34号于4月30日返抵威廉港。
为了能够从比斯开湾向大西洋出击，U-34号于6月22日离开威廉港执行第六次巡逻，经由北大西洋、北海海峡和菲尼斯特雷角南下前往德占法国。经过为期二十六天、全程约4,190海里（7,760）的航行后，该艇于7月18日抵达洛里昂的潜艇基地。途中罗尔曼共击沉8艘舰船，首当其冲的是英国驱逐舰旋风号——它于7月5日15:30被U-34号发现，进而于17:13遭到两枚鱼雷命中。该舰立即失去了前部，其余部分仍在漂浮，直到18:46在兰兹角以西约120海里（220）处由罗尔曼完成致命一击后沉没。一天后的10:58，无护航的爱沙尼亚货船瓦珀号（Vapper，4,543总吨）被一枚来自U-34号的鱼雷击中舰桥下部。当船员们分乘两艘救生艇弃船后，潜艇于11:15再发射一枚鱼雷击中轮机舱，导致该船在不到一分钟的时间内断成两截并沉没。7月7日07:14，无护航的荷兰油轮卢克雷西亚号（Lucrecia，2,584总吨）又在锡利群岛以西约70海里（130）处被罗尔曼射出的一枚鱼雷击中右舷舰桥下部。爆炸炸断了船艉，点燃了舰桥前面的一个燃料舱，进而缓缓沉没。另一艘爱沙尼亚货船季乌号（Tiiu，1,865总吨）则是7月9日12:32在迈曾角西南约100海里（190）处毫无预警地被U-34号的鱼雷击中。随后的第二枚鱼雷击中轮机舱，导致它在六分钟内沉没。7月10日，罗尔曼在爱尔兰海岸附近发现4,596总吨的芬兰货船佩察莫号（Petsamo），但花了六小时才进入有利的射击位置。至14:26分，他发射一枚鱼雷命中货船的轮机舱，使其断成两截并在20分钟内沉没。7月11日07:06分，当无护航且无武装的挪威货船扬纳号（Janna，2,197总吨）在距克利尔角西南偏西约115海里（213）处以8.5節（15.7每小時）的速度以非规避航向行驶时，被U-34发射的一枚鱼雷击中左舷舰桥下部。爆炸炸毁了部分舰桥，船身迅速从船头沉降，并向左舷倾斜，直到08:00左右垂直下沉。7月15日03:21，中立的希腊籍货船埃夫多夏号（Evdoxia，2,018总吨）又被罗尔曼发射的一枚鱼雷击中船舯部，10分钟后在布尔岩西南约40海里（74）处倾覆沉没。德国人在袭击前就识别出了漆有希腊国旗的船身，但仍然用最后一枚鱼雷攻击该船。为此，到了7月17日00:05，U-34号只能利用甲板炮轰击另一艘3,531总吨的希腊货船纳夫蒂洛斯号（Naftilos），直到后者于01:10沉没。
7月23日09:00，U-34号从洛里昂启程执行第七次暨最后一次作战巡逻，前往北大西洋和北海游弋，至8月3日抵达威廉港。在这次为期十二天、全长2,640海里（4,890）的冒险中，罗尔曼共击沉5艘英国舰船。他首先于7月26日14:47在布拉迪角以西约320海里（590）处向OB-188号护航船队发射了三枚鱼雷，分别击中9,337总吨的客轮阿克拉号（Accra）和4,359总吨的货船瓦因穆尔号（Vinemoor）。前者在1小时15分钟后沉没，后者则是从船艉缓缓下沉，延至翌日才完全沉没。27日凌晨，U-34号继续向OB-188号船队发动攻击，其中5,260总吨的货船桑布尔号（Sambre）于02:58被一枚鱼雷击中船艉，并在罗科尔西南偏南缓缓沉没；而重达10,364总吨的油轮锥蜷号（Thiara）也于03:13被一枚鱼雷击中船艏，继而在罗科尔西南约170海里（310）处沉没。仅剩最后一枚鱼雷的U-34号于8月1日18:17在斯塔万格西南偏西约180海里（330）处发现了英国潜艇旗鱼号的潜望镜，于是潜入水中。至18:48，后者的指挥塔已清晰可见，罗尔曼遂于19:04向对方艇艏射出了最后一枚鱼雷，旗鱼号当即沉没。袭击发生一分钟后，德国人浮出水面，接近沉没的位置，救起唯一的幸存者、二等水兵威廉·V·佩斯特，并把其作为战俘带回威廉港。旗鱼号的艇长、4名军官和另外36名水兵则全数阵亡。一天后的07:50，荷兰潜艇O-22号曾在挪威对开的北海西南部发现U-34号，但无法靠得足够近以发动攻击。

## 袭击历史摘要
| 日期           | 船名              | 船籍             | 吨位   | 结局         |
| -------------- | ----------------- | ---------------- | ------ | ------------ |
| 1936年12月12日 | C-3号             | 西班牙共和国海军 | 925    | 击沉         |
| 1939年9月7日   | 普卡斯坦号        | 英国             | 5,809  | 击沉         |
| 1939年9月8日   | 肯纳贝克号        | 英国             | 5,548  | 击沉         |
| 1939年9月24日  | 哈诺尼亚号        | 爱沙尼亚         | 1,781  | 缴作战利品   |
| 1939年10月20日 | 古斯塔夫·阿道夫号 | 瑞典             | 926    | 击沉         |
| 1939年10月20日 | 海上冒险号        | 英国             | 2,327  | 击沉         |
| 1939年10月27日 | 勃朗特号          | 英国             | 5,317  | 击沉         |
| 1939年10月29日 | 马拉巴尔号        | 英国             | 7,976  | 击沉         |
| 1939年11月9日  | 斯纳尔号          | 挪威             | 3,176  | 缴作战利品   |
| 1940年1月20日  | 卡罗尼河号        | 英国             | 7,807  | 击沉（触雷） |
| 1940年1月28日  | 埃莱尼·斯塔萨托号 | 希腊             | 5,625  | 击沉         |
| 1940年4月13日  | 弗蕾亚号          | 挪威皇家海军     | 595    | 全损         |
| 1940年7月5日   | 旋风号            | 英國皇家海軍     | 1,100  | 击沉         |
| 1940年7月6日   | 瓦珀号            | 爱沙尼亚         | 4,543  | 击沉         |
| 1940年7月7日   | 卢克雷西亚号      | 荷蘭             | 2,584  | 击沉         |
| 1940年7月9日   | 季乌号            | 爱沙尼亚         | 1,865  | 击沉         |
| 1940年7月10日  | 佩察莫号          | 芬兰             | 4,596  | 击沉         |
| 1940年7月11日  | 扬纳号            | 挪威             | 2,197  | 击沉         |
| 1940年7月15日  | 埃夫多夏号        | 希腊             | 2,018  | 击沉         |
| 1940年7月15日  | 纳夫蒂洛斯号      | 希腊             | 3,531  | 击沉         |
| 1940年7月26日  | 阿克拉号          | 英国             | 9,337  | 击沉         |
| 1940年7月26日  | 瓦因穆尔号        | 英国             | 4,359  | 击沉         |
| 1940年7月27日  | 桑布尔号          | 英国             | 5,260  | 击沉         |
| 1940年7月27日  | 锥蜷号            | 英国             | 10,364 | 击沉         |
| 1940年8月1日   | 旗鱼号            | 英國皇家海軍     | 670    | 击沉         |

## 脚注
1. ↑  日本海人社，第20頁.
2. 1 2  Gröner 1991，第40頁.
3. ↑  Helgason, Guemundur. . German U-boats of WWII - uboat.net.   [2024-02-02]. （原始内容存档于2023-12-02）.
4. 1 2 3 4  . U-Boot-Archiv.   [2024-03-29]. （原始内容存档于2024-03-29）.
5. ↑  Helgason, Guðmundur. . German U-boats of WWII - uboat.net.   [2024-03-29]. （原始内容存档于2022-10-06）.
6. 1 2  Helgason, Guðmundur. . German U-boats of WWII - uboat.net.   [2024-03-29]. （原始内容存档于2023-02-02）.
7. ↑  Helgason, Guðmundur. . German U-boats of WWII - uboat.net.   [2024-03-29]. （原始内容存档于2020-08-14）.
8. ↑  Helgason, Guðmundur. . German U-boats of WWII - uboat.net.   [2024-03-29]. （原始内容存档于2020-08-07）.
9. ↑  Helgason, Guðmundur. . German U-boats of WWII - uboat.net.   [2024-03-29]. （原始内容存档于2020-09-29）.
10. ↑  Helgason, Guðmundur. . German U-boats of WWII - uboat.net.   [2024-03-29]. （原始内容存档于2020-09-26）.
11. ↑  Helgason, Guðmundur. . German U-boats of WWII - uboat.net.   [2024-03-30]. （原始内容存档于2020-09-29）.
12. ↑  Helgason, Guðmundur. . German U-boats of WWII - uboat.net.   [2024-03-30]. （原始内容存档于2020-09-18）.
13. ↑  Helgason, Guðmundur. . German U-boats of WWII - uboat.net.   [2024-03-30]. （原始内容存档于2020-09-27）.
14. ↑  Helgason, Guðmundur. . German U-boats of WWII - uboat.net.   [2024-03-30]. （原始内容存档于2020-09-30）.
15. ↑  Helgason, Guðmundur. . German U-boats of WWII - uboat.net.   [2024-03-30]. （原始内容存档于2008-09-04）.
16. ↑  Helgason, Guðmundur. . German U-boats of WWII - uboat.net.   [2024-03-30]. （原始内容存档于2020-08-15）.
17. ↑  Helgason, Guðmundur. . German U-boats of WWII - uboat.net.   [2024-03-30]. （原始内容存档于2020-08-08）.
18. ↑  Helgason, Guðmundur. . German U-boats of WWII - uboat.net.   [2024-03-30]. （原始内容存档于2020-09-28）.
19. ↑  Helgason, Guðmundur. . German U-boats of WWII - uboat.net.   [2024-03-31]. （原始内容存档于2020-09-26）.
20. ↑  Helgason, Guðmundur. . German U-boats of WWII - uboat.net.   [2024-03-31]. （原始内容存档于2021-01-23）.
21. ↑  Helgason, Guðmundur. . German U-boats of WWII - uboat.net.   [2024-03-31]. （原始内容存档于2020-09-26）.
22. ↑  Helgason, Guðmundur. . German U-boats of WWII - uboat.net.   [2024-03-31]. （原始内容存档于2020-08-14）.
23. ↑  Helgason, Guðmundur. . German U-boats of WWII - uboat.net.   [2024-03-31]. （原始内容存档于2020-09-19）.
24. ↑  Helgason, Guðmundur. . German U-boats of WWII - uboat.net.   [2024-03-31]. （原始内容存档于2020-09-22）.
25. ↑  Helgason, Guðmundur. . German U-boats of WWII - uboat.net.   [2024-03-31]. （原始内容存档于2020-08-04）.
26. ↑  Helgason, Guðmundur. . German U-boats of WWII - uboat.net.   [2024-03-31]. （原始内容存档于2020-08-04）.
27. ↑  Helgason, Guðmundur. . German U-boats of WWII - uboat.net.   [2024-03-31]. （原始内容存档于2020-09-30）.
28. ↑  Helgason, Guðmundur. . German U-boats of WWII - uboat.net.   [2024-03-31]. （原始内容存档于2020-08-14）.
29. ↑  Helgason, Guðmundur. . German U-boats of WWII - uboat.net.   [2024-03-31]. （原始内容存档于2020-08-15）.
30. 1 2  Helgason, Guðmundur. . German U-boats of WWII - uboat.net.   [2024-03-31]. （原始内容存档于2022-10-25）.
31. ↑  Helgason, Guðmundur. . German U-boats of WWII - uboat.net.   [2024-03-31]. （原始内容存档于2020-10-28）.
32. ↑  Helgason, Guðmundur. . German U-boats of WWII - uboat.net.   [2024-03-31]. （原始内容存档于2020-10-28）.
33. ↑  Helgason, Guðmundur. . German U-boats of WWII - uboat.net.   [2024-03-31]. （原始内容存档于2020-10-28）.
34. ↑  Helgason, Guðmundur. . German U-boats of WWII - uboat.net.   [2024-03-31]. （原始内容存档于2020-08-14）.
35. ↑  Helgason, Guðmundur. . German U-boats of WWII - uboat.net.   [2024-03-31]. （原始内容存档于2020-08-08）.